# La casa muda
La casa muda (bra: A Casa, em inglês: The Silent House) é um filme de terror experimental uruguaio lançado em 2010 e dirigido por Gustavo Hernández, inspirado em fatos reais que ocorreram na década de 1940, que narra sobre a jovem Laura (Florencia Colucci) que tenta desesperadamente escapar de uma casa que oculta um segredo sinistro sobre a infância dela.
Um filme de baixo orçamento e rápida produção originalmente destinado ao público local, que conquistou prêmios em vários festivais de cinema internacionais, como em 2010 no Festival de Cannes (exibido na Quinzena do Diretor). Em 2011 Festival Sundance, onde Chris Kentis e Laura Lau apresentou um remake em Inglês intitulado Silent House estrelado por Elizabeth Olsen.
Um filme com elementos góticos/gnósticos, com tempo psicológico, mistura de percepção e projeção, o terror em um registro visual documental.

## Produção
Um filme de baixo orçamento que foi filmado em quatro dias, tendo um custo de aproximadamente 6 mil dólares.

## Sinopse
Laura (Florencia Colucci) e seu pai Wilson (Gustavo Alonso) chegam a uma casa de campo em uma área remota, a fim de repará-la uma vez que o seu proprietário (Abel Tripaldi) irá em breve colocar a casa à venda. Eles vão passar à noite lá, a fim de iniciar as reparações na manhã seguinte. Tudo parece ir aparentemente bem, até Laura ouvir um som que vem do exterior, e que fica cada vez mais alto no andar superior da casa. Wilson vai para cima para ver o que está acontecendo, enquanto ela permanece lá em baixo sozinha à espera de seu pai retornar para baixo.

## Elenco
| Atores            | Personagens          |
| ----------------- | -------------------- |
| Gustavo Alonso    | Wilson, pai de Laura |
| Florencia Colucci | Laura                |
| María Salazar     | Ninã                 |
| Abel Tripaldi     | Nestor, tio de Laura |